# 安东烧酒
安东烧酒是产自韩国安东地区的一种韩国烧酒。

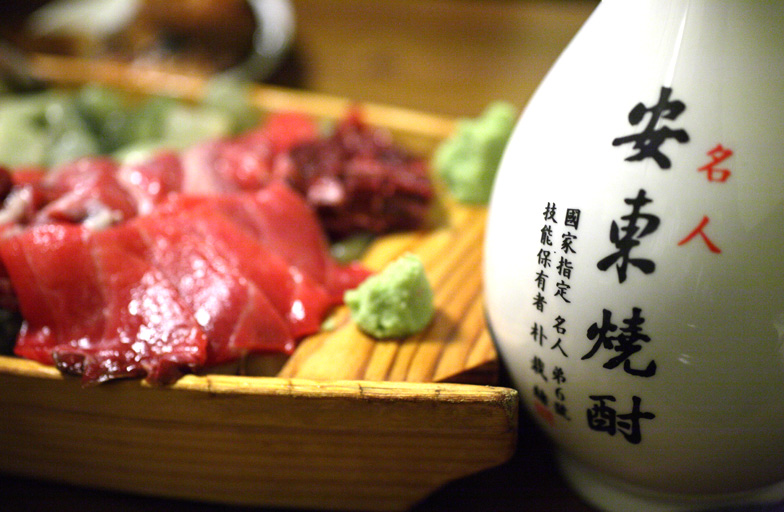
韩国安东烧酒是韩国无形文化遗产之一。

韩国烧酒是高丽时期经中国元朝从阿拉伯地区传入。韩半岛最初是各家酿造自家的烧酒。到了朝鲜王朝时期，安东地区的烧酒开始成为韩半岛最为追捧的烧酒。 安东是韩国儒家思想摇篮地。安东烧酒采用传统蒸馏稻谷工艺酿制，度数为45度，比韩国其它地区的烧酒度数都高。1987年，安东烧酒被指定为庆尚北道的韩国无形文化遗产。